# رینتارو
رینتارو (انگلیسی: Rintaro؛ زادهٔ ۲۲ ژانویهٔ ۱۹۴۱) با نام اصلیِ شیگه‌یوکی هایاشی، یک تهیه‌کننده فیلم، فیلم‌نامه‌نویس، کارگردان فیلم، و اَنیماتور اهل ژاپن است.
از فیلم‌ها یا مجموعه‌های تلویزیونی که وی در آن‌ها نقش داشته‌است می‌توان به شمشیر کاموی، ققنوس، X، تنجو تنگه، مومین، مومین جدید، چوبین و کلان‌شهر اشاره نمود.